# Тарасиков, Александр Иванович
Алекса́ндр Ива́нович Тара́сиков (род. 24 марта 1947, Краснодар) — гандбольный тренер, Заслуженный тренер СССР и России, почетный гражданин города Краснодара.

## Биография
На тренерской работе с 1970 года, более 35 лет был наставником женской гандбольной команды «Кубань». Краснодарская гандбольная «Кубань» Александра Тарасикова вошла в историю страны не только как неоднократный победитель, но и последний чемпион Советского Союза. Команда Тарасикова привезла в родной город европейский женский гандбол, и Краснодар на несколько сезонов стал одним из столичных регионов розыгрыша Еврокубков. «Кубань» Александра Тарасикова не раз завоевывала «Кубок обладателей Кубков европейских стран по гандболу». Возглавив национальную сборную страны, Александр Иванович привел её к золоту чемпионата мира в Сеуле и олимпийским медалям Олимпиады в Барселоне.
После 37 лет работы в одном клубе — и это тоже непревзойденный никем рекорд — уходит из «Кубани», и в 2006 году становится главным тренером известного европейского гандбольного клуба «Мотор» (Запорожье, Украина). Откуда был уволен следующей весной.

## Достижения
Сборная СССР, России:
- чемпион мира 1990 года в Южной Корее /финал: СССР-Югославия-24:22 /
- бронзовый призер на Олимпийских играх в Барселоне-92

«Кубань» (Краснодар):
- 2-кратный чемпион СССР: 1989, 1992;
- 9-кратный серебряный призер чемпионата России (СССР): 1983, 1984, 1986, 1987, 1988, 1997, 1998, 1999, 2000;
- 2-кратный бронзовый призер чемпионата СССР: 1990, 1991;
- 2-кратный обладатель Кубка Кубков: 1987, 1988;
- финалист розыгрыша Кубка Чемпионов: 1990;
- финалист Кубка Кубков: 1989, 2000;
- полуфиналист Кубка Кубков: 1985;
- полуфиналист Кубка ЕГФ: 1991, 1992;
- полуфиналист Кубка Городов: 1996.

## Невероятный случай
Произошло это — в далеком 1979 году. Для Тарасикова тот сезон стал определяющим в его тренерской карьере. В Красноярске, перед решающим туром, «Кубань» в качестве претендента на повышение в классе даже не рассматривали. На две путевки в высшую лигу претендовали минский «Экономист», ташкентский «Буревестник» и «Колос», фарм-клуб знаменитого киевского «Спартака». Краснодарки перед решающим туром, который проходил в Красноярске, шли в таблице розыгрыша на скромном пятом месте. Бывший в те годы гостренер по России Владимир Максимов сказал тогдашнему гостренеру по Краснодарскому краю Валентину Шияну:
— Зачем тебе лететь в такую даль? Смысла никакого. Вашей команде все равно ничего не светит, там уже все давно все места распределены.
И Шиян остался дома. А в Красноярске тем временем творились невероятные вещи. В первый день краснодарки играют с минчанками. За Тарасикова болеют гандболистки Ташкента. Краснодарская команда побеждает и на следующий день встречается уже с «Буревестником». И второй фаворит вынужден сложить оружие. Затем были повержены ленинградки, после дня отдыха настал черед «Колоса».
В те годы существовало «интересное» правило, предусматривающее наличие в каждой команде высокорослого игрока, который должен за матч проводить на площадке не менее 15 минут. У Тарасикова был только один такой игрок, 14-летняя Ольга Степаненко, которую он просто возил с командой из-за этого пресловутого пункта положения о проведении чемпионатов СССР.
До конца матча остается 15 минут. Тарасикову приходится снимать с площадки одного из своих основных игроков и бросать в бой Степаненко. Все на трибунах облегченно вздохнули — вот теперь-то уж этому выскочке из Краснодара точно пришел конец. Кульминационный момент матча. Мяч у Степаненко. Соперницы прихватили лидеров краснодарской команды Гуськову и Кучкову.
— И тогда я крикнул этой девочке: Бросай! — вспоминает Тарасиков. — Она бросает — гол! Этот мяч вызвал шок у украинских гандболисток. Мы выиграли матч, а с ним и путевку в высшую лигу!

## Рекорд чемпионатов страны
В конце девяностых годов прошлого столетия «Кубань» в Краснодаре играла с екатеринбургским УПИ. Силы были явно не равные. Перед игрой тренер УПИ подошел к Тарасикову: вы, дескать, нас пожалейте, много нам не забрасывайте. Тарасиков от таких слов только завелся. «Кубань» просто забросала соперниц мячами. При счете 56:0 Саидова (вратарь «Кубани») пропускает первый мяч. Раздосадованный Тарасиков тут же убирает её с площадки. Матч закончился со счетом 61:3 — РЕКОРД чемпионатов страны! Будучи на приеме у губернатора Краснодарского края Николая Кондратенко Тарасиков полушутя-полусерьезно сказал ему:
— Николай Игнатович, когда встретитесь с губернатором Свердловской области Росселем, скажите ему, что ваш регион по многим показателям опережает нас, тем не менее наша «Кубань» ваш УПИ разгромила со счетом 61:3. Он рассмеялся, не знаю, может, при встрече и похвастался перед Росселем этой победой.

## Неравнодушный человек
Александр Тарасиков — неординарный человек.
В своей команде он души не чаял, и это не просто красивые слова. Надо было слышать, например, с каким чувством и искренностью Тарасиков в приватной беседе рассказывал об одной из подопечных: «Девочка из небогатой семьи, жизнь к таким очень жестока бывает. Гандбол — её шанс. Мы обязаны предоставить ей возможность реализоваться!»
Поразительно душевно было произнесено. Без малейшего намека на показушность или лукавство. Он взаправду так думал.
Александр Тарасиков — неравнодушный человек. Очень любит, к примеру, животных. Хотите верьте, хотите нет, но у него всегда в кармане горсть «Вискаса» или другого какого лакомства. Бездомные кошки и собаки сбегаются к нему стаями. Знают потому что: и накормит, и приласкает.

## Награды и звания
- Заслуженный тренер СССР — 1982 год
- Заслуженный тренер России
- премия «За большой вклад в развитие гандбола» — 2006 год
- Кавалер ордена Почета — 2007 год
- медаль «За трудовое отличие», 1986 г.
- почётный знак Олимпийского комитета России «За заслуги в развитии Олимпийского движения»
- Почётная грамота Законодательного Собрания Краснодарского края, 2017 г.;
- Почётная грамота муниципального образования город Краснодар, 2020 г.
- Почетный гражданин города Краснодара